# Maria Rosa Vives Piqué
Maria Rosa Vives i Piqué (Manresa, 1949), més coneguda com a Rosa Vives, és una artista contemporània catalana, historiadora de l'art, professora universitària i investigadora. És pintora i gravadora, i docent especialista en teoria, història i pràctica del gravat, temes en el qual també fa recerca. És la investigadora principal del grup Y+D (Mcyt i Feder) per a l'estudi de materials industrials actuals, no tòxics i reciclables en la realització de l’obra gràfica. Té una extensa bibliografia de publicacions.
Estudià pintura i gravat a la Universitat de Barcelona, des d'on es llicencià en Belles Arts, especialitat de Pintura i diploma de Gravat i Estampació (Facultat de Belles Arts, 1973) i en Història de l'Art (UB, Facultat de Geografia i Història, 1983). El 1985 obtingué el títol de Doctora en Belles Arts (UB), amb la tesi «Fortuny gravador, aportacions al coneixement de la seva obra». Va dur a terme la seva primera exposició individual a la Sala Maricel de Sitges el 1972, seguida d'una el 1980 a l'Espai 10 de la Fundació Joan Miró. En aquesta època, la seva pintura seguia els postulats de l'Escola de Nova York, amb treballs de gran format.
A part de la pintura i el gravat per si mateix, també ha il·lustrat un nombre de llibres d'artista, col·laborant amb autors com ara Michel Butor, Marc Alyn, José Milicua, Genís Cano i en particular Jordi Sarsanedas, de qui ha il·lustrat quatre llibres.
Té obra a diverses biblioteques i col·leccions d'institucions públiques i privades, com ara: la Biblioteca de Catalunya; Biblioteca Nacional d'Espanya (Madrid); Biblioteca Nacional de França (París); Gabinet d'arts gràfiques del Museu d'Art i d'Història de Ginebra; Museu d'Art de Nagasaki (Japó); Kungliga Konsthögskolan (KKH, Reial Acadèmia de Belles Arts) d'Estocolm (Suècia); Centre d'Art Santa Mònica, Biblioteca del Monestir de Montserrat; Col·lecció Gelonch Viladegut.
Des del 1975, és professora de Gravat i Estampació de la Facultat de Belles Arts, Universitat de Barcelona, primer com a catedràtica interina i a partir de 1987 com a catedràtica numerària de Pintura-Gravat. Actualment és catedràtica de Pintura i Gravat a la Facultat de Belles Arts de la Universitat de Barcelona.